# ترازودون
ترازودون  (بالإنجليزية:  Trazodone)‏ إن مثبط قبل السيروتونين يستخدم كعامل مضاد للاكتئاب. وتبين أنها فعالة في المرضى المصابين باضطرابات اكتئاب شديدة. وتعد بشكل عام أكثر فائدة في الاكتئاب المرتبط بالأرق والقلق. لايؤدي هذا الدواء إلى تفاقم الأعراض النفسية لدى مرضى الفصام

## التصنيف
- عامل مضاد للقلق.
- مضاد اكتئاب، الجيل الثاني.
- مثبط قبط السيروتونين.

## الاستطبابات
لمعالجة الاكتئاب.

## الحركية الدوائية
يعد الترازودون مضاد اكتئاب ومنوم لايرتبط كيميائياً بثلاثيات الحلقة أو رباعيات الحلقة أو غيره من مضادات الاكتئاب المعروفة. إن آلية تأثيره كمضاد اكتئاب لدى البشر غير مفهومة تماماً. في الحيوانات، يثبط الترازودون انتقائياً قبط السيروتونين من قبل الأجسام المشبكية ويقوي من التغيرات السلوكية المحفزة من قبل طليعة السيروتونين 5-هيدروكسي تربتوفان. إن آثار التوصيل القلبي للترازودون في الكلب المخدر تختلف نوعياً وأقل كمياً بوضوح من تلك المحدثة بمضادات الاكتئاب ثلاثة الحلقة. لايعد الترازودون مثبط للمونوأمينو أوكسيداز ويختلف عن الأدوية الشبيهة بالأمفيتامين، ولاينبه الجهاز العصبي المركزي. في البشر، يمتص الترازودون بشكل جيد بعد الإيتاء الفموي بدون التوضع الانتقائي في أي نسيج. بما أنّ إطراح الترازودون من الجسم متغير بمافيه الكفاية قد يتراكم الترازودون في بعض المرضى في البلازما.

## آلية التأثير
يرتبط الترازودون إلى المستقبل 5-HT2، ويعمل كناهض للسيروتونين بجرعات عالية ومناهض للسيروتونين بجرعات قليلة. وبشكل مشابه للفلوكسيتين، تنتج فعالية الترازودون المضادة للاكتئاب من حصر قبط السيروتونين من خلال تثبيط مضخة عود التقاط السيروتونين في غشاء العصبون ماقبل المشبك. إذا استخدم لفترات طويلة، قد تتأثر أيضاً مواقع الارتباط في مستقبل العصبون مابعد المشبك، وينتج التأثير المركن للترازودون على الأغلب نتيجة الفعل الحاصر لمستقبلات ألفا وحصر الهيستامين المعتدل عند مستقبل H1. يحصر بشكل ضعيف المستقبلات الأدرينالجية ألفا2 ماقبل المشبكية ويثبط بشكل قوي المستقبلات الأدرينالجية ألفا1 مابعد المشبكية. لايؤثر الترازودون على استرداد النورإبينفرين أو الدوبامين ضمن الـ CNS.

## الامتصاص
- يمتص بشكل سريع وكلي بعد الإيتاء الفموي. قد ينقص الطعام من سرعة وشدة الامتصاص.
- الارتباط البروتيني: 89%-95% ببروتين البلازما في الزجاج.

## الاستقلاب
- يخضع لاستقلاب كبدي شديد عن طريق الهدركسلة، ونزع N ألكيل، والأكسدة N وحلقة البيريدين.
- يحفز السيتوكروم p450 (CYP 3A4) تشكيل المستقلب الرئيسي الفعال m- كلوروفينيل بيبيرازين. وقد تنضم المستقلبات لاحقاً إلى حمض الغلوكورونيك أو الغلوتاتيون.

## التداخلات الدوائية
ألموتريبتان وأميودارون وأميتريبتلين وأموكسابين وبروموكربتين وكابيرغوليد وكاربامازيبين وكلاريثرومايسين وكلوتريمازول وديلتيازيم ودولوكستين وريفامبيسين.